# هری لئونارد ناول سالمون
هری لئونارد ناول سالمون (انگلیسی: H. L. N. Salmon; ۹ فوریهٔ ۱۸۹۴ – ۲۹ آوریل ۱۹۴۳) فرد نظامی اهل کانادا بود.